# Micythus
Micythus là một chi nhện trong họ Gnaphosidae.